# Соляний промисел в Усольї-Сибірському
Соляний промисел в Усольї-Сибірському – гірничодобувний майданчик в Іркутській області Росії.
Основні поклади кам’яної солі в районі Усолья-Сибірського залягають в пластах з товщиною до 85 метрів на глибинах від 880 до 1400 метрів. Втім, їх наявність відчувається і у розташованих вище породах, так що ще в 1669-му тут почали видобуток солі. Протягом більш ніж двох століть необхідні для роботи варниць розсоли вилучали зі свердловин, глибина яких не перевищувало 190 метрів. 
В 1910-му впровадили технологію донасичення розсолів у градирнях, що дозволило збільшити продуктивність промислу і вже невдовзі в Усольї випускали 16 тисяч тонн продукції на рік. Втім, сподівання на подальший розвиток промислу були пов’язані з бурінням глибоких свердловин. Їх спорудження перервали події комуністичного перевороту та наступної Громадянської війни, але в 1924-му першу свердловину все-таки змогли добурити до рівня у 692 метра, що дозволило виявити верхній соляний пласт.
Станом на середину 1950-х промисел мав 7 свердловин та міг видавати до 150 тонн товарної солі на добу.
В 1962 році в Усольє-Сибірському почався запуск цехів потужного заводу хімії хлору, головною сировиною для якого є саме хлорид натрію. Є відомості, що річна потужність усольського соляного промислу досягнула 700 тисяч тонн хлориду натрію на рік.
В 1990-х роках на тлі краху планової економіки хімкомбінат в Усольї потрапив у кризу та кардинально скоротив виробництво, а в 2010-му взагалі зупинив більшість цехів (і далі збанкрутував). Як наслідок втрати головного споживача, усольський соляний промисел відповідним чином зменшив обсяги виробництва. Так, в 2015-му випустили лише 40 тисяч тонн солі. В подальшому вдалось дещо наростити поставки (зокрема, за рахунок експорту до сусідніх країн, передусім Китаю) і в 2020-му обсяг виробнцитва склав вже 120 тисяч тонн.
Наразі видобуток солей відбувається з свердловин, середня глибина яких становить біля 1380 метрів.
Також можливо відзначити, що загальні запаси солей Усольського родовища оцінюються у кілька мільярдів тонн.